# زایمان در سریلانکا
زایمان در سریلانکا (انگلیسی: Childbirth in Sri Lanka) تحت تأثیر عوامل مختلف اجتماعی، فرهنگی و اقتصادی قرار دارد. در مناطقی که تحت تأثیر جنگ‌های قومی و ناآرامی‌های اجتماعی قرار دارند، زنان با مشکلات زیادی مواجه هستند. در این مناطق، دسترسی به خدمات بهداشتی محدود است، به طوری که بسیاری از زنان مجبور به زایمان در خانه هستند. این وضعیت به دلیل تخریب مراکز بهداشتی، مشکلات حمل و نقل و فقر بیشتر می‌شود. همچنین، کمبود متخصصین بهداشت و درمان در مناطق شمال و شرق کشور باعث افزایش خطرات زایمان می‌شود.
از سوی دیگر، در سطح ملی، زنان سریلانکایی دسترسی بالایی به آموزش دارند و نسبت به دیگر کشورهای آسیایی، سن ازدواج در این کشور تا حدی بالاتر است. در فرهنگ سینهالی، تولد بچه نشانه‌ای از موفقیت ازدواج است و ناباروری به عنوان یک مشکل جدی تلقی می‌شود. این مسئله باعث ایجاد آداب و رسوم خاص برای حل این مشکل می‌شود. همچنین، مشکلات فرهنگی نیز در زمینه‌هایی مانند اهدای اسپرم وجود دارد که به دلیل باورهای مذهبی و فرهنگی خاص، انجام چنین اقداماتی در سریلانکا دشوار است.
به‌طور کلی، زایمان در سریلانکا با چالش‌های زیادی روبه‌رو است که از فقر و نابرابری‌های اجتماعی گرفته تا باورهای فرهنگی و مشکلات زیرساختی بهداشتی تأثیر می‌پذیرد.

## پیش‌زمینه

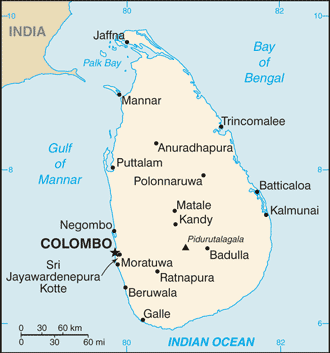
کشور جزیره‌ای سری‌لانکا.

### محیط فیزیکی
سری‌لانکا یک کشور جزیره‌ای کوچک در اقیانوس هند است که در سواحل جنوب شرقی هند واقع شده است. این جزیره دارای اقلیم موسمی حاره‌ای است که به دو دوره موسمی شمال شرقی (دسامبر تا مارس) و موسمی جنوب غربی (ژوئن تا اکتبر) تقسیم می‌شود. این منطقه عمدتاً دارای زمین‌های کم‌ارتفاع، دشت‌های حاصلخیز و کوهستان‌هایی با دره‌های عمیق در نواحی مرکزی و جنوبی کشور است. تقریباً یک سوم از مساحت کل زمین‌های سری‌لانکا توسط پوشش گیاهی طبیعی پوشیده شده است؛ با این حال، بخش زیادی از آن به دلیل روش‌های کشاورزی فشرده تخریب شده است.

### تاریخ
مردم سینهالی، که احتمالاً از هند مهاجرت کرده‌اند، نخستین افرادی هستند که به سری‌لانکا ساکن شدند. به‌طور معمول باور بر این است که آن‌ها در قرن ۵ قبل از میلاد به این منطقه رسیدند. در حدود ۳۰۰ قبل از میلاد، شواهدی وجود دارد که نشان می‌دهد قوم تامیل از هند به این جزیره مهاجرت کرده‌اند. پرتغال جزیره را به‌طور اتفاقی در سال ۱۵۰۵ میلادی کشف کرد و اولین محل تجاری خود را در سال ۱۵۱۷ تأسیس کرد. پرتغالی‌ها به‌طور مختصر مناطق ساحلی جزیره را کنترل کردند و سپس در قرن هفدهم هلند جای آن‌ها را گرفت. با ورود این استعمارگران، مبلغین کلیسای کاتولیک به جزیره آمدند تا مردم سینهالی و تامیل را به کلیسای کاتولیک مبدل کنند. در مارس ۱۸۱۵، این جزیره تحت حکومت رسمی بریتانیا قرار گرفت. در طول قرن نوزدهم، بریتانیا کارگران تامیل را از هند برای کار در مزارع لاستیک طبیعی و چای آورد. مردم جزیره در سال ۱۹۴۸ از بریتانیا استقلال یافتند و کشور سری‌لانکا را تشکیل دادند. نام رسمی کشور در سال ۱۹۷۲ به سری‌لانکا تغییر یافت و بودیسم به عنوان دین رسمی کشور معرفی شد.
در اواخر قرن بیستم و اوایل قرن بیست و یکم، سری‌لانکا کشوری پر از بحران و جنگ بود. ملی‌گرایی فزاینده سینهالی باعث بی‌حقوقی اقلیت تامیل شد. از سال ۱۹۸۳ و به مدت تقریباً سه دهه، درگیری‌های نظامی شدید میان گروه تروریستی تامیل به نام ببرهای تامیل (LTTE) و نیروهای دولتی سری‌لانکا که تحت سلطه سینهالی‌ها بودند، رخ داد. این سال‌ها با ناآرامی‌های مدنی، خشونت، حملات چریکی، اقدامات تروریستی و جنگ‌های متعارف همراه بود. در طول این درگیری‌ها، استان‌های شمالی و شرقی به عنوان میدان‌های اصلی نبرد عمل می‌کردند. برآورد می‌شود که بیش از ۶۰٬۰۰۰ نفر در این درگیری‌ها جان خود را از دست داده‌اند. آتش‌بس در سال ۲۰۰۲ امضاء شد، اما به‌طور عمده نادیده گرفته شد و در سال ۲۰۰۸ به‌طور رسمی توسط دولت سری‌لانکا رد شد به دلیل حملات مداوم بر روی غیرنظامیان توسط LTTE. دولت سری‌لانکا در مه ۲۰۰۹ پیروزی بر LTTE را اعلام کرد و رهبر این گروه Velupillai Prabhakaran کشته شد.

### مذهب
مذهب بخش پویایی از فرهنگ سری‌لانکا است. مذاهب عمده این کشور شامل بودیسم، هندو، مسلمان و مسیحیت هستند. بودیسم بین سال‌های ۲۵۰–۲۱۰ پیش از میلاد معرفی شد و در سال ۱۹۷۲ به مذهب رسمی سری‌لانکا تبدیل گردید. قانون اساسی سال ۱۹۷۸ اولویت را به بودیسم داده در حالی که آزادی مذهب برای تمام شهروندان را نیز تضمین کرده است. در طول تاریخ طولانی سری‌لانکا، بودیسم همواره بخشی فعال از فرهنگ این کشور بوده است. تقریباً ۷۰٪ از جمعیت سری‌لانکا بودایی هستند. به دلیل درگیری‌های گسترده و جنگ در استان‌های شمالی و شرقی، داده‌های مربوط به وابستگی‌های مذهبی متغیر است. سرشماری ملی اعلام می‌کند که ۸٪ از جمعیت مسلمان، ۷٪ هندو، ۶٪ مسیحی هستند و ۱۰٪ باقی‌مانده مشخص نشده‌اند. اکثریت مسلمانان سری‌لانکا از مذهب سنی پیروی می‌کنند. اقلیت‌های قابل توجهی از هر دو گروه سینهالی و تامیل نیز مسیحی هستند که بیشتر آنها کاتولیک رومانی هستند.

### سیستم سیاسی

نشان ملی سری‌لانکا.

سری‌لانکا تحت چارچوب یک جمهوری دموکراتیک ریاست‌جمهوری اداره می‌شود. در این سیستم چندحزبی، رئیس‌جمهور رئیس دولت، رئیس حکومت و فرمانده نیروهای مسلح است. درگیری طولانی‌مدت بین اکثریت سینهالی و اقلیت تامیل در ساختار سیاسی نمایان است. رئیس‌جمهور عضو حزب سوسیالیست سرمایه‌داری حزب آزادی سری‌لانکا است. این حزب در سال ۱۹۵۱ تأسیس شد و عموماً منافع احزاب ملی‌گرای سینهالی را نمایندگی می‌کند. نخست‌وزیر کنونی عضو حزب ملی متحد محافظه‌کار است. در سال ۱۹۵۹، سری‌لانکا توسط سیریماو بندارانایکه، اولین رئیس‌جمهور زن در جهان رهبری شد. ماهیندا راجاپاکسا در سال ۲۰۰۵ رئیس‌جمهور شد و در ژانویه ۲۰۱۰ دوباره انتخاب شد، دو سال قبل از پایان دوره‌اش. اکنون او رهبر اصلی حزب مخالف است که ائتلاف آزادی خلق متحد را رهبری می‌کند.

### سیستم اقتصادی
تولید ناخالص داخلی (GDP) سرانه سری‌لانکا ۴٬۹۰۰ دلار است و نرخ رشد سالانه آن حدود ۸٪ برآورد می‌شود. درآمد متوسط سالانه ۹۶۴ دلار است و حدود ۶٪ از جمعیت زیر خط فقر (کمتر از ۱ دلار در روز) زندگی می‌کنند. در سال ۲۰۰۱، این کشور با بحران مالی مواجه شد وقتی که بدهی ملی از تولید ناخالص داخلی فراتر رفت. بحران زمانی رفع شد که دولت پس از توافق آتش‌بس با گروه تامیل، وام‌های بین‌المللی جذب کرد.
در سال ۲۰۰۹، یک‌سوم از مردم سری‌لانکا در کشاورزی مشغول به کار بودند، یک‌چهارم در صنعت و باقی‌مانده عمدتاً در مشاغل خدماتی فعالیت می‌کردند. چهار درصد از مردان بیکار هستند. زنان به‌طور فزاینده‌ای در بازار کار فعال‌تر شده‌اند و نرخ بیکاری زنان از ۲۲٪ در سال ۱۹۹۳ به ۸٪ در سال ۲۰۰۹ کاهش یافته است. بخش‌های اقتصادی اصلی شامل گردشگری، تولید پوشاک، محصولات کشاورزی و صادرات چای، پوشاک، سنگ‌های قیمتی و لاستیک هستند.

### ساختار و سازمان اجتماعی
در سری‌لانکا، سرشماری جامع ملی از سال ۱۹۸۱ انجام نشده است. سرشماری ملی ۲۰۰۱ اطلاعات حیاتی از مناطق درگیری در شمال و شرق کشور را شامل نمی‌شد. به دلیل ادامه خشونت‌ها در سری‌لانکا، بیشتر داده‌های دموگرافیک موجود بر اساس داده‌های سال‌های ۱۹۸۱ یا ۲۰۰۱ تخمین زده می‌شود و تفاوت‌هایی در منابع داده‌ها وجود دارد. کتاب حقایق جهانی جمعیت کنونی سری‌لانکا را ۲۰٬۶۵۳٬۹۱۳ نفر اعلام کرده است. با توجه به اینکه جزیره تنها ۶۵٬۶۱۰ کیلومتر مربع (۲۵٬۳۳۰ مایل مربع) مساحت دارد، این کشور جمعیتی با چگالی بالا است. بیش از ۸۵٪ از جمعیت در محیط‌های غیرشهری زندگی می‌کنند. بزرگ‌ترین شهر کلمبو با جمعیت ۱٬۸۱۹٬۷۷۷ نفر است. سری‌لانکا توسط چندین گروه قومی اشغال شده است. سینهالی‌ها گروه قومی غالب هستند (۷۴٪)، تامیل‌های سری‌لانکا (۱۳٪)، تامیل‌های هندی (۵٪) و موروها (مسلمان) (۷٪). زبان ملی سینهالی است و زبان غالبی است که ۷۴٪ از جمعیت بدان صحبت می‌کنند. بیشتر تامیل‌ها و موروها به زبان تامیل که بخشی از گروه زبان‌های جنوب هند است، صحبت می‌کنند. به دلیل درگیری گسترده بین دولت سری‌لانکا و جدایی‌طلبان تامیل که در اواخر قرن بیستم و اوایل قرن بیست و یکم رخ داد، صدها هزار نفر از شهروندان تامیل خانه‌های خود را ترک کرده و در کمپ‌های دولتی برای افراد آواره داخلی (IDPs) یا پناهندگی در کشورهای دیگر درخواست دادند. تعداد دقیق افراد آواره مشخص نیست، ولی در سال ۱۹۹۴ برآورد شده بود که بیش از ۵۰۰٬۰۰۰ نفر آواره داخلی و بیش از ۲۰۰٬۰۰۰ نفر به کشورهای دیگر پناهنده شده‌اند.
از سال ۲۰۰۹، تلاش‌های قابل توجهی برای جابجایی صدها هزار نفر از آواره‌های داخلی از کمپ‌های دولتی انجام شده است. وقتی که مجبور به فرار از مناطق درگیری شدند، بیشتر آواره‌ها خانه‌ها، دارایی‌ها و ابزارهای لازم برای تأمین معیشت خود را پشت سر گذاشتند. دولت سری‌لانکا گزارش داد که مواد غذایی برای خانواده‌های انتخاب شده برای جابجایی از کمپ‌های آوارگان داخلی تأمین شده است. این مواد شامل بسته‌های ابزار کشاورزی، مواد غذایی خشک، پرداخت اولیه ۵٬۰۰۰ روپیه (تقریباً ۴۴ دلار آمریکا)، کمک‌های پناهگاهی به مبلغ ۲۵٬۰۰۰ روپیه (تقریباً ۲۱۹ دلار آمریکا)، ورق‌های سقفی، تأمین بذر برنج، کود و حمل‌ونقل بودند. حتی در جوامع بازآباد شده، بسیاری از افراد همچنان با ناامنی و فقر روبه‌رو هستند. تا فوریه ۲۰۱۱، نزدیک به ۱۷٬۵۰۰ نفر همچنان در کمپ منیک فارم، بزرگ‌ترین کمپ آوارگان داخلی سری‌لانکا زندگی می‌کنند. گزارش‌های اخیر اعلام کرده‌اند که دولت امیدوار است تا پایان سال ۲۰۱۱ همه افراد آواره جنگی را جابجا کند. بازسازی زیرساخت‌ها در استان‌های شمالی و شرقی که تحت تأثیر جنگ قرار گرفته‌اند، همچنان یک وظیفه مستمر است.

### آموزش
سیستم آموزشی سری‌لانکا تحت حمایت دولت است و در تمام سطوح، از جمله سطح دانشگاه، به‌طور رایگان ارائه می‌شود. تحصیل برای کودکان ۵ تا ۱۳ سال الزامی است. نرخ سواد ملی ۹۱٪ است. نرخ سواد جمعیت شهری ۹۳٪، جمعیت روستایی ۹۲٪ و جمعیت مناطق مزارع ۷۵٪ گزارش شده است. نرخ سواد در میان زنان ۸۹٪ است. تقریباً ۷۰٪ از جمعیت آموزش‌های خود را فراتر از کلاس نهم گذرانده‌اند.

### اطلاعات بهداشتی
با توجه به درآمد سالانه پایین و سال‌ها جنگ داخلی، شاخص‌های بهداشتی سری‌لانکا قوی‌تر از بسیاری از کشورهای در حال توسعه است. بر اساس پایگاه داده بهداشت جهانی بنیاد کایزر، ۹۰٪ از سری‌لانکی‌ها به آب دسترسی دارند و ۹۱٪ به بهداشت دسترسی دارند. برآورد می‌شود که ۲۸۰۰ نفر مبتلا به HIV/AIDS و ۲۰۰۰۰ نفر مبتلا به سل هستند. امید به زندگی در بدو تولد ۷۴ سال است. خدمات بهداشتی به شهروندان سری‌لانکا به صورت رایگان ارائه می‌شود و بیش از ۹۳٪ از جمعیت به مراقبت‌های بهداشتی پایه دسترسی دارند. شیوع کم‌خونی در میان کودکان مدرسه‌ای حدود ۱۲٪ است. حدود یک سوم از کودکان سری‌لانکا دچار سوءتغذیه هستند (شاخص توده بدنی برای سن پایین‌تر از ۵ درصد نسبت به سن و جنس). کودکان در استان‌های شمالی و شرقی مشکلات بهداشتی بسیار بیشتری دارند نسبت به کودکان سایر استان‌ها.
سری‌لانکا یک شبکه گسترده از موسسات بهداشتی دارد. سیستم بهداشت شامل بخش دولتی و خصوصی است. خدمات بهداشت دولتی شامل خدمات پیشگیرانه، درمانی و توان‌بخشی است. خدمات بهداشتی از طریق وزارت خدمات بهداشتی و بخش بهداشت استانی سازماندهی و ارائه می‌شود. سیستم بهداشتی سری‌لانکا شامل پزشکی غربی، آیورودا و هومئوپاتی است. وزارت بهداشت خدمات بهداشتی ملی را نظارت می‌کند. هشت مدیر بهداشت استانی مسئول مدیریت و اجرای خدمات بهداشتی در هر استان هستند. این خدمات شامل بیمارستان‌های استانی، بیمارستان‌های پایه، بیمارستان‌های منطقه‌ای، خانه‌های زایمان و مراکز درمانی سرپایی است. هر استان به نواحی جغرافیایی تقسیم می‌شود که جمعیتی مشخص دارند و توسط پزشکان مسئول بهداشت (MOH) خدمت‌رسانی می‌شوند. در هر منطقه MOH، تیمی از کارگران بهداشتی در سطح میدانی، از جمله پرستاران بهداشت عمومی (PHN)، بازرس بهداشت عمومی (PHI) و ماماهای بهداشت عمومی (PHM) با پزشک مسئول همکاری می‌کنند تا خدمات بهداشتی را در سطح جامعه ارائه دهند. PHM مسئول ارائه خدمات پیش از زایمان، در طول زایمان و پس از زایمان در بیمارستان‌ها، مراکز بهداشت جامعه و در خانه‌های بیماران هستند. چندین نوع مختلف از مراکز درمانی وجود دارد و بیماران می‌توانند محل دریافت خدمات خود را انتخاب کنند.
دستاوردهای سری‌لانکا در زمینه بهداشت مادر و برنامه‌ریزی خانواده به عنوان یک موفقیت محسوب می‌شود. در دهه ۱۹۳۰، نسبت مرگ و میر مادرانه (MMR) در سری‌لانکا ۲۰۰۰ مرگ در هر ۱۰۰٬۰۰۰ تولد زنده بود. با شناسایی این مشکل به عنوان یک مشکل ملی، دولت برنامه‌هایی برای بهبود زیرساخت‌ها، آموزش، بهداشت و سیستم‌های بهداشتی در مناطق فقیر و کم‌برخوردار اجرا کرد. در همین حال، خدمات بهداشت مادران بهبود یافت و آموزش گسترده‌ای برای پرستاران بهداشت عمومی و ماماهای بهداشت عمومی فراهم شد. مراقبت‌های مادرانه اکنون شامل مراقبت‌های پیش از زایمان، حین زایمان و پس از زایمان است. این استراتژی‌ها باعث شدند تا سری‌لانکا نسبت مرگ و میر مادرانه را در هر ۶ تا ۱۲ سال به نصف کاهش دهد، از سال ۱۹۳۰ تا ۱۹۹۵. در سال ۲۰۰۲، MMR به ۴۳ در هر ۱۰۰٬۰۰۰ تولد زنده رسید. نرخ باروری کلی تخمینی ۲٫۲ تولد به ازای هر زن است و نرخ رشد جمعیت ۰٫۹۳٪ است. نرخ مرگ و میر نوزادان در سال ۲۰۰۳ برابر با ۱۱٫۲ در هر ۱۰۰۰ تولد زنده بود. نرخ پیشگیری از بارداری ۷۰٪ بود؛ نرخ مرگ و میر نوزادان برای نوزادان دختر ۱۰٫۲ و برای نوزادان پسر ۱۲٫۹ در هر ۱۰۰۰ تولد زنده بود.
در سال ۱۹۲۷، خدمات مامایی در شهرداری کلمبو بازسازی شد تا شامل آموزش تمامی ماماهای کار در این شهرداری شود. از آن زمان، آموزش PHM ادامه یافته و دوره استانداردی را دنبال کرده است. تا سال ۱۹۵۸، حدود ۵۸٪ از تولدها توسط یک ماما ماهر انجام می‌شد که ۲۵٪ از آن‌ها در خانه توسط PHM انجام می‌شد. از دهه ۱۹۵۰، تعداد زایمان‌های مؤسسه‌ای (در خانه‌های زایمان یا بیمارستان‌ها) افزایش یافته و در سال ۲۰۰۱، ۹۲٪ از تمام زایمان‌ها در مؤسسات انجام شد.

### تأثیر درگیری‌ها بر سلامت مادران
سال‌ها درگیری قومی منجر به جدایی بین گروه‌های مختلف قومی و مذهبی ساکن در سریلانکا شده است. زنان ساکن در مناطق درگیر در شمال و شرق سریلانکا نتایج بدتری در زمینه سلامت مادران دارند نسبت به میانگین‌های ملی. تحقیقات انجام شده در این مناطق نشان می‌دهد که سطح فقر در مناطق درگیر به‌طور قابل توجهی بالاتر است. در سطح ملی، نسبت جمعیت که در فقر زندگی می‌کنند ۲۲٫۷٪ بود، اما در ناحیه آمپارای سریلانکا، تقریباً ۶۵٪ از جمعیت در فقر به سر می‌بردند در سال 2002.
افراد جوان در مناطق درگیر با نرخ‌های بالاتری از ترک تحصیل، ازدواج زودهنگام و بارداری زودرس مواجه هستند نسبت به جوانان سایر نقاط کشور. زنان در این مناطق به ویژه با نتایج بدتری در زمینه سلامت مواجه هستند. این زنان همچنین در معرض نرخ‌های بالاتر خشونت خانگی قرار دارند و بسیاری از زنان گزارش می‌دهند که همسرانشان آنها را مجبور به برقراری رابطه جنسی می‌کنند. زنان در این مناطق دسترسی کمتری به پیشگیری از بارداری دارند و این ممکن است باعث افزایش بارداری‌ها در مناطق درگیری شود. نرخ باروری کل در مناطق درگیری ۲٫۶ تولد زنده به ازای هر زن است در حالی که میانگین ملی ۲٫۲ تولد زنده به ازای هر زن است.
کمبود زیرساخت‌های بهداشتی اساسی همراه با کمبود نیروهای بهداشتی، خدمات سلامت باروری را در استان‌های شمالی و شرقی به شدت محدود کرده است. این مناطق دسترسی بسیار محدودی به مراقبت‌های اضطراری زایمانی دارند، نرخ‌های بالاتر بیماری‌ها و مرگ و میر مادران، و نرخ‌های بالاتر نوزادان با وزن کم تولد دارند.
در حالی که نرخ تولد خانگی در سطح ملی بسیار پایین است، یک پنجم زنان در مناطق درگیری در خانه زایمان می‌کنند. در برخی مناطق مانند باتیکالوا، تا ۴۱٪ از زنان در خانه زایمان می‌کنند. دلایل اصلی تولد در خانه عبارتند از: تخریب مراکز بهداشتی، خطر سفر، کمبود حمل‌ونقل و فقر. برنامه ملی پرستاران بهداشت عمومی تقریباً ماماهای سنتی را در سریلانکا حذف کرده است، اما زمانی که زنان مجبور به زایمان در خانه می‌شوند، ممکن است کمک‌های یک درمانگر سنتی به نام ماراتوویوهای را دریافت کنند. این ماماهای سنتی از درمان‌های خانگی مانند پودرها، گیاهان دارویی، روغن‌ها و یک نوشیدنی گیاهی به نام پرنکایام برای حمایت از زن در طول زایمان استفاده می‌کنند. این عوامل خطرات زایمان را افزایش می‌دهند و نیازهای زنان ساکن در استان‌های شمالی و شرقی سریلانکا را برجسته می‌کنند.

## ازدواج
برخلاف دیگر کشورهای آسیایی، زنان سریلانکایی برای سال‌ها به آموزش برابر دسترسی داشته‌اند و مردان و زنان از نرخ‌های مشابهی در سواد برخوردار هستند. در دیگر کشورها، دسترسی بیشتر زنان به آموزش و افزایش حضور آنها در نیروی کار باعث تأخیر در سن ازدواج شده است، اما این عوامل در سریلانکا تأثیر کمتری دارند. معمولاً مردم سریلانکا دیرتر از مردم دیگر کشورهای آسیایی ازدواج می‌کنند. در سال ۱۹۶۱، متوسط سن ازدواج ۲۲ سال بود، و امروز متوسط سن ازدواج در سریلانکا ۲۵ سال است. زنان مسلمان زودتر از زنان سینهالی و تامیلی ازدواج می‌کنند. حضور در مدرسه باعث تأخیر در سن ازدواج می‌شود، زیرا زنان در مدرسه به عنوان بزرگسالان در نظر گرفته نمی‌شوند و برای ازدواج آماده نیستند. ترتیب تولد نیز بر سن ازدواج تأثیر می‌گذارد. زنانی که خواهران بزرگ‌تر مجرد دارند، تمایل دارند دیرتر ازدواج کنند به دلیل سنتی که طبق آن زنان باید مطابق ترتیب تولدشان ازدواج کنند. زنانی که ازدواج‌های ترتیب‌شده دارند معمولاً دیرتر از زنانی که خود شوهرشان را انتخاب می‌کنند، ازدواج می‌کنند.

## ناباروری
ناباروری یک مشکل عمیقاً نگران‌کننده در میان زوج‌های سریلانکایی است. در فرهنگ سینهالی، تولد نشانه‌ای از یک ازدواج موفق است و در صورتی که زن در سال‌های اولیه ازدواج باردار نشود، مراسم‌هایی برای او انجام می‌شود. معمولاً زوجین و اعضای خانواده در معابد مذهبی نذر می‌کنند و از راهبان برای کمک به بارداری دعا می‌کنند. وقتی یک زن در باردار شدن مشکل دارد، برخی افراد معتقدند که این مشکل به دلیل اعمال نادرستی است که در زندگی گذشته انجام شده است. انجام اعمال نیک در زندگی حاضر می‌تواند این اعمال را خنثی کند. نمونه‌هایی از این اعمال مفید شامل دادن پول به راهبان، گدایان یا کودکان نیازمند، روشن کردن شمع‌ها یا شستن پای درخت مقدس بو با آب یا شیر می‌باشد.
یک مشکل فرهنگی زمانی بروز می‌کند که در مورد اهدای اسپرم در میان بودائیان صحبت می‌شود. در حالی که اهدای خون یا محصولات بدن به عنوان یک عمل نیکوکارانه محسوب می‌شود، اهدای اسپرم موضوعی کاملاً متفاوت است. در طب آیورودا، اسپرم «به عنوان بالاترین ماده شناخته می‌شود» و «از دست دادن چنین ماده‌ای قوی معمولاً با عواقبی مانند اضطراب، اختلالات ذهنی و ناتوانی جنسی همراه است.» برخی پزشکان نگرانی‌هایی در مورد خطر اشتباهات احتمالی در ترکیب اسپرم در لقاح مصنوعی ابراز کرده‌اند، زیرا «کودکانی با چنین منشاهایی ممکن است احساس عمیق و نگران‌کننده‌ای از بیگانگی نسبت به پدر خود که از نظر بیولوژیکی مرتبط نیست، تجربه کنند در حالی که تمایل دارند هویت واقعی پدر را تعیین کنند.» از آنجا که اهدای اسپرم شامل انزال است که منشأ آن «لذت جسمانی است که در بودائی‌گری هیچ توجیهی ندارد»، به دست آوردن اسپرم اهداکننده معمولاً یک وظیفه دشوار است. مشوق‌های مالی نمی‌توانند استفاده شوند زیرا خرید بافت‌های انسانی، از جمله گامت‌ها، غیرقانونی است.